# توم لولور
توم لولور (بالإنجليزية: Tom Lawlor) هو مصارع هاوي أمريكي، ولد في 15 مايو 1983 في فول ريفر في الولايات المتحدة.

## وصلات خارجية
- توم لولور على موقع يو إف سي (الإنجليزية)
- توم لولور على موقع شيردوغ (الإنجليزية)
- توم لولور على موقع Tapology.com (الإنجليزية)
- توم لولور على موقع WrestlingData.com (الإنجليزية)
- توم لولور على موقع CageMatch worker (الإنجليزية)
- توم لولور على موقع قاعدة بيانات المصارعة على الإنترنت (الإنجليزية)
- توم لولور على موقع عالم المصارعة على الإنترنت (الإنجليزية)
- توم لولور على موقع عالم المصارعة على الإنترنت (الإنجليزية)
- توم لولور على موقع IMDb (الإنجليزية)